# Qin Liangyu
Qin Liangyu (1574-1648), nom de courtoisie Zhensu, était une femme générale connue pour avoir défendu la dynastie Ming contre les attaques de la Dynastie des Jin postérieurs dirigée par les Mandchous au XVIIe siècle.

## Enfance et éducation
Qin Liangyu est née à Zhongzhou (忠州), qui se trouve dans le comté actuel de Zhong, Chongqing, de parents Tujia. Son père, Qin Kui (秦 葵), a obtenu le poste de gongsheng (貢 生) à l'examen de la fonction publique. Il croyait que les filles devraient recevoir la même éducation que les garçons et fit donc étudier par Qin Liangyu l'histoire et les classiques confucéens avec ses frères. Il leur enseigna également les arts martiaux. Qin Liangyu a appris les arts martiaux plus profondément que ses frères et est vite devenue très compétente en tir à l'arc et en équitation. Elle était également connue pour ses compétences en poésie.

## Mariage
En 1595, Qin Liangyu épousa Ma Qiancheng (馬 千乘), le tusi et xuanfushi (宣撫 使; "commissaire annonciateur et pacificateur") du xian de Shizhu, et l'accompagna lors de petites batailles contre les seigneurs de la guerre locaux à la frontière sud-ouest de l'Empire Ming. Leur mariage était heureux et il lui demandait souvent conseil. En 1599, lorsque Yang Yinglong (楊 應 龍) initia une rébellion à Bozhou (播 州; aujourd'hui Zunyi, Guizhou), Ma Qiancheng ramena 3000 cavaliers avec lui pour réprimer la révolte tandis que Qin Liangyu en a apportait 500 supplémentaires pour soutenir son mari. Ils réussirent à réprimer la rébellion et à détruire les camps rebelles.
En 1613, Ma Qiancheng offensa Qiu Chengyun (邱 乘 雲), un eunuque influent de la COur Impériale, et fini par être arrêté et emprisonné. Il mourut en prison peu de temps après. Qin Liangyu succéda à son mari en tant que xuanfushi du Xian de Shizu. Ceux sous son commandement étaient connus sous le nom de Cavalerie Blanche (白 杆 兵).

## Résistance aux forces rebelles au Sichuan
En 1620, le frère aîné de Qin Liangyu, Qin Bangping (秦 邦 屏), conduisit 3000 cavaliers blancs à Liaodong pour résister aux envahisseurs de la Dynastie des Jin postérieurs dirigée par les Mandchous. Il fut tué au combat lors de la bataille de la rivière Hun (渾河 之 戰).
En 1623, Qin Liangyu aida les forces Ming à réprimer la rébellion She-An au Sichuan et au Guizhou dirigée par She Chongming (奢 崇明) et An Bangyan (安邦彥). L'année suivante, son frère aîné, Qin Minping (秦 民 屏), fut à son tour tué au combat par les forces d'An Bangyan.
En 1630, lorsque les troupes des Jin assiégèrent la capitale Ming, Pékin, Qin Liangyu diriga les forces du Sichuan pour renforcer la capitale. L'empereur Chongzhen la combla de louanges par le biais de quatre poèmes lors de son passage à Pékin. En 1634, lorsque l'armée rebelle de Zhang Xianzhong envahit le Sichuan, Qin Liangyu et son fils, Ma Xianglin (馬祥麟), conduisirent leurs troupes à l'attaque contre les rebelles, avant de les vaincre à Kuizhou (夔州; actuel Xian de Fengjie, Chongqing) et de les mettre en fuite. En 1640, Qin Liangyu vainquit une autre force rebelle dirigée par Luo Rucai (羅汝才) à Kuizhou et Wushan. En reconnaissance pour ses contributions à l'empire Ming, l'empereur Chongzhen l'a nommée gardienne du prince héritier (太子 太保) et lui a décerné le titre de "marquis Zhongzhen" (忠貞 侯; lit. "loyal et chaste marquis").

## Héritage
La vie de Qin Liangyu, ainsi que ses armes et armures, sont présentées dans un musée du Xian de Shizhu, à Chongqing. Une statue d'elle se trouve dans la salle Ganyu du Shibaozhai, dans le Xian de Zhong (qui a été préservé pendant le projet des Trois Gorges). Avec Hua Mulan, Liang Hongyu et He Yufeng, Qin Liangyu est l'une des femmes guerrières les plus connues en Chine. 

## Dans la culture

### Religion
Qin Liangyu apparaît parfois comme une déesse des Portes, généralement en partenariat avec Mu Guiying.

## Dans la culture populaire
- Qin Liangyu est l'une des 32 figures historiques qui apparaissent en tant que personnages spéciaux dans le jeu vidéo Romance of the Three Kingdoms XI de Koei.
- Qin Liangyu apparaît comme un Servant de classe Lancer jouable dans le RPG mobile Fate/Grand Order.